# Alto Alegre (Córdoba)
Alto Alegre es una localidad y municipio argentino del departamento Unión, al sudeste de la provincia de Córdoba, cuya población ha disminuido considerablemente con la casi desaparición del ferrocarril, aunque con ligera recuperación entre 1991 y 2001. Fue fundada en el año 1913. Con el paso del tiempo se convirtió en una localidad que se relaciona con el trabajo rural, fábricas de lácteos, siembra y cosecha, tambos y crías de animales (rodeo vacuno para consumo).
Se encuentra situada sobre la ruta provincial 2.
Cuenta con cuatro instituciones educativas: jardín de infantes, guardería maternal, escuela de enseñanza primaria Dr. José García González con 80 años de vida, el colegio secundario con orientación Agropecuaria I.P.E.A. N.º 216 Francisco Conrado Rosenbusch creada en el año 1974 y por último la escuela de adultos Cenma 96 anexo y Cenpa.

## Personalidades destacadas
Carlos Sylvestre Begnis, gobernador de la provincia de Santa Fe. Bajo su gestión se construyó el Túnel subfluvial Raúl Uranga-Carlos Sylvestre Begnis que lleva su nombre. 

## Población
Cuenta con 1050 habitantes (Indec, 2022), lo que representa un incremento del 22,3% frente a los 816 habitantes (Indec, 2010) del censo anterior.
| Gráfica de evolución demográfica de Alto Alegre entre 1991 y 2022 |
|                                                                   |
| Fuente: Censos nacionales del INDEC                               |